# ISU Grand Prix w łyżwiarstwie figurowym 2019/2020
ISU Grand Prix w łyżwiarstwie figurowym 2019/2020 – 25. edycja zawodów w łyżwiarstwie figurowym. Zawodnicy podczas sezonu wystąpią w siedmiu zawodach cyklu rozgrywek. Rywalizacja rozpocznie się w Las Vegas 18 października, a zakończy finałem cyklu w Turynie.

## Kalendarium zawodów
| Lp. | Data                    | Miejsce   | Zawody                     | Źr. |
| --- | ----------------------- | --------- | -------------------------- | --- |
| 1   | 18–20 października 2019 | Las Vegas | Skate America              |     |
| 2   | 25–27 października 2019 | Kelowna   | Skate Canada International |     |
| 3   | 1–3 listopada 2019      | Grenoble  | Internationaux de France   |     |
| 4   | 8–10 listopada 2019     | Chongqing | Cup of China               |     |
| 5   | 15–17 listopada 2019    | Moskwa    | Rostelecom Cup             |     |
| 6   | 22–24 listopada 2019    | Sapporo   | NHK Trophy                 |     |
| 7   | 5–8 grudnia 2019        | Turyn     | Finał Grand Prix           |     |

## Medaliści

### Soliści
| Zawody                     | 1. miejsce        | 2. miejsce        | 3. miejsce     | Źr.   |
| -------------------------- | ----------------- | ----------------- | -------------- | ----- |
| Skate America              | Nathan Chen       | Jason Brown       | Dmitrij Alijew | [ 2 ] |
| Skate Canada International | Yuzuru Hanyū      | Nam Nguyen        | Keiji Tanaka   | [ 3 ] |
| Internationaux de France   | Nathan Chen       | Aleksandr Samarin | Kévin Aymoz    | [ 4 ] |
| Cup of China               | Jin Boyang        | Yan Han           | Matteo Rizzo   | [ 5 ] |
| Rostelecom Cup             | Aleksandr Samarin | Dmitrij Alijew    | Makar Ignatow  | [ 6 ] |
| NHK Trophy                 | Yuzuru Hanyū      | Kévin Aymoz       | Roman Sadovsky | [ 7 ] |
| Finał Grand Prix           | Nathan Chen       | Yuzuru Hanyū      | Kévin Aymoz    | [ 8 ] |

### Solistki
| Zawody                     | 1. miejsce         | 2. miejsce              | 3. miejsce               | Źr.    |
| -------------------------- | ------------------ | ----------------------- | ------------------------ | ------ |
| Skate America              | Anna Szczerbakowa  | Bradie Tennell          | Jelizawieta Tuktamyszewa | [ 9 ]  |
| Skate Canada International | Aleksandra Trusowa | Rika Kihira             | You Young                | [ 10 ] |
| Internationaux de France   | Alona Kostornoj    | Alina Zagitowa          | Mariah Bell              | [ 11 ] |
| Cup of China               | Anna Szczerbakowa  | Satoko Miyahara         | Jelizawieta Tuktamyszewa | [ 12 ] |
| Rostelecom Cup             | Aleksandra Trusowa | Jewgienija Miedwiediewa | Mariah Bell              | [ 13 ] |
| NHK Trophy                 | Alona Kostornoj    | Rika Kihira             | Alina Zagitowa           | [ 14 ] |
| Finał Grand Prix           | Alona Kostornoj    | Anna Szczerbakowa       | Aleksandra Trusowa       | [ 15 ] |

### Pary sportowe
| Zawody                     | 1. miejsce                              | 2. miejsce                              | 3. miejsce                              | Źr.    |
| -------------------------- | --------------------------------------- | --------------------------------------- | --------------------------------------- | ------ |
| Skate America              | Peng Cheng / Jin Yang                   | Darja Pawluczenko / Dienis Chodykin     | Haven Denney / Brandon Frazier          | [ 16 ] |
| Skate Canada International | Aleksandra Bojkowa / Dmitrij Kozłowskij | Kirsten Moore-Towers / Michael Marinaro | Jewgienija Tarasowa / Władimir Morozow  | [ 17 ] |
| Internationaux de France   | Anastasija Miszyna / Aleksandr Gallamow | Darja Pawluczenko / Dienis Chodykin     | Haven Denney / Brandon Frazier          | [ 18 ] |
| Cup of China               | Sui Wenjing / Han Cong                  | Peng Cheng / Jin Yang                   | Lubow Iluszeczkina / Charlie Bilodeau   | [ 19 ] |
| Rostelecom Cup             | Aleksandra Bojkowa / Dmitrij Kozłowskij | Jewgienija Tarasowa / Władimir Morozow  | Minerva Fabienne Hase / Nolan Seegert   | [ 20 ] |
| NHK Trophy                 | Sui Wenjing / Han Cong                  | Kirsten Moore-Towers / Michael Marinaro | Anastasija Miszyna / Aleksandr Gallamow | [ 21 ] |
| Finał Grand Prix           | Sui Wenjing / Han Cong                  | Peng Cheng / Jin Yang                   | Anastasija Miszyna / Aleksandr Gallamow | [ 22 ] |

### Pary taneczne
| Zawody                     | 1. miejsce                              | 2. miejsce                         | 3. miejsce                                   | Źr.    |
| -------------------------- | --------------------------------------- | ---------------------------------- | -------------------------------------------- | ------ |
| Skate America              | Madison Hubbell / Zachary Donohue       | Aleksandra Stiepanowa / Iwan Bukin | Laurence Fournier Beaudry / Nikolaj Sørensen | [ 23 ] |
| Skate Canada International | Piper Gilles / Paul Poirier             | Madison Hubbell / Zachary Donohue  | Lilah Fear / Lewis Gibson                    | [ 24 ] |
| Internationaux de France   | Gabriella Papadakis / Guillaume Cizeron | Madison Chock / Evan Bates         | Charlène Guignard / Marco Fabbri             | [ 25 ] |
| Cup of China               | Wiktorija Sinicyna / Nikita Kacałapow   | Madison Chock / Evan Bates         | Laurence Fournier Beaudry / Nikolaj Sørensen | [ 26 ] |
| Rostelecom Cup             | Wiktorija Sinicyna / Nikita Kacałapow   | Piper Gilles / Paul Poirier        | Sara Hurtado / Kiriłł Chalawin               | [ 27 ] |
| NHK Trophy                 | Gabriella Papadakis / Guillaume Cizeron | Aleksandra Stiepanowa / Iwan Bukin | Charlène Guignard / Marco Fabbri             | [ 28 ] |
| Finał Grand Prix           | Gabriella Papadakis / Guillaume Cizeron | Madison Chock / Evan Bates         | Madison Hubbell / Zachary Donohue            | [ 29 ] |

## Klasyfikacje punktowe
Zobacz też: Zasady cyklu Grand Prix
| Miejsce w zawodach | Liczba punktów   | Liczba punktów              |
| Miejsce w zawodach | Soliści Solistki | Pary sportowe Pary taneczne |
| ------------------ | ---------------- | --------------------------- |
| 1.                 | 15               | 15                          |
| 2.                 | 13               | 13                          |
| 3.                 | 11               | 11                          |
| 4.                 | 9                | 9                           |
| 5.                 | 7                | 7                           |
| 6.                 | 5                | 5                           |
| 7.                 | 4                | —                           |
| 8.                 | 3                | —                           |

| Poz.                                           | Zawodnik                                       | Punkty                                         |
| Miejsca 1–6: kwalifikacja do Finału Grand Prix | Miejsca 1–6: kwalifikacja do Finału Grand Prix | Miejsca 1–6: kwalifikacja do Finału Grand Prix |
| ---------------------------------------------- | ---------------------------------------------- | ---------------------------------------------- |
| 1                                              | Yuzuru Hanyū                                   | 30                                             |
| 2                                              | Nathan Chen                                    | 30                                             |
| 3                                              | Aleksandr Samarin                              | 28                                             |
| 4                                              | Dmitrij Alijew                                 | 24                                             |
| 5                                              | Kévin Aymoz                                    | 24                                             |
| 6                                              | Jin Boyang                                     | 20                                             |
| Miejsca 7–9: rezerwa do Finału Grand Prix      |                                                |                                                |
| 7                                              | Nam Nguyen                                     | 20                                             |
| 8                                              | Jason Brown                                    | 20                                             |
| 9                                              | Keiji Tanaka                                   | 18                                             |

| Poz.                                           | Zawodniczka                                    | Punkty                                         |
| Miejsca 1–6: kwalifikacja do Finału Grand Prix | Miejsca 1–6: kwalifikacja do Finału Grand Prix | Miejsca 1–6: kwalifikacja do Finału Grand Prix |
| ---------------------------------------------- | ---------------------------------------------- | ---------------------------------------------- |
| 1                                              | Alona Kostornoj                                | 30                                             |
| 2                                              | Aleksandra Trusowa                             | 30                                             |
| 3                                              | Anna Szczerbakowa                              | 30                                             |
| 4                                              | Rika Kihira                                    | 26                                             |
| 5                                              | Alina Zagitowa                                 | 24                                             |
| 6                                              | Bradie Tennell                                 | 22                                             |
| Miejsca 7–9: rezerwa do Finału Grand Prix      |                                                |                                                |
| 7                                              | Satoko Miyahara                                | 22                                             |
| 8                                              | Mariah Bell                                    | 22                                             |
| 9                                              | Jelizawieta Tuktamyszewa                       | 22                                             |

| Poz.                                           | Zawodnicy                                      | Punkty                                         |
| Miejsca 1–6: kwalifikacja do Finału Grand Prix | Miejsca 1–6: kwalifikacja do Finału Grand Prix | Miejsca 1–6: kwalifikacja do Finału Grand Prix |
| ---------------------------------------------- | ---------------------------------------------- | ---------------------------------------------- |
| 1                                              | Sui Wenjing / Han Cong                         | 30                                             |
| 2                                              | Aleksandra Bojkowa / Dmitrij Kozłowskij        | 30                                             |
| 3                                              | Peng Cheng / Jin Yang                          | 28                                             |
| 4                                              | Anastasija Miszyna / Aleksandr Gallamow        | 26                                             |
| 5                                              | Kirsten Moore-Towers / Michael Marinaro        | 26                                             |
| 6                                              | Darja Pawluczenko / Dienis Chodykin            | 26                                             |
| Miejsca 7–9: rezerwa do Finału Grand Prix      |                                                |                                                |
| 7                                              | Jewgienija Tarasowa / Władimir Morozow         | 24                                             |
| 8                                              | Haven Denney / Brandon Frazier                 | 22                                             |
| 9                                              | Lubow Iluszeczkina / Charlie Bilodeau          | 18                                             |

| Poz.                                           | Zawodnicy                                      | Punkty                                         |
| Miejsca 1–6: kwalifikacja do Finału Grand Prix | Miejsca 1–6: kwalifikacja do Finału Grand Prix | Miejsca 1–6: kwalifikacja do Finału Grand Prix |
| ---------------------------------------------- | ---------------------------------------------- | ---------------------------------------------- |
| 1                                              | Gabriella Papadakis / Guillaume Cizeron        | 30                                             |
| 2                                              | Wiktorija Sinicyna / Nikita Kacałapow          | 30                                             |
| 3                                              | Piper Gilles / Paul Poirier                    | 28                                             |
| 4                                              | Madison Hubbell / Zachary Donohue              | 28                                             |
| 5                                              | Aleksandra Stiepanowa / Iwan Bukin             | 26                                             |
| 6                                              | Madison Chock / Evan Bates                     | 26                                             |
| Miejsca 7–9: rezerwa do Finału Grand Prix      |                                                |                                                |
| 7                                              | Charlène Guignard / Marco Fabbri               | 22                                             |
| 8                                              | Laurence Fournier Beaudry / Nikolaj Sørensen   | 22                                             |
| 9                                              | Lilah Fear / Lewis Gibson                      | 20                                             |